# Affaire Théo Luhaka
L'affaire Théo Luhaka est une affaire judiciaire française relative à l'arrestation d'un homme de 22 ans, Théodore Luhaka, le 2 février 2017 dans le quartier de la Rose-des-Vents à Aulnay-sous-Bois, en Seine-Saint-Denis. Lors de l'interpellation, un des policiers déchire le sphincter anal de la victime sur dix centimètres avec son bâton télescopique (un manche équipé d’un grip antidérapant, duquel sort une longue tige métallique). Il en résulte de graves séquelles permanentes[réf. nécessaire].
L'affaire provoque des manifestations et des violences urbaines et devient un des symboles des violences policières en France.
En janvier 2024, à l'issue d'un procès en cour d'assises, trois des quatre policiers, Marc-Antoine C., Jérémie D., et Tony H. sont condamnés à des peines allant de trois à douze mois de prison avec sursis pour le délit de « violences volontaires », l'infirmité permanente n'étant pas retenue par la cour.

## Faits
Le 2 février 2017, à 16 h 53, quatre policiers contrôlent un groupe de jeunes gens.
Théo Luhaka est maîtrisé par trois policiers, un quatrième tient le groupe à distance à l'aide de gaz lacrymogènes. À la suite de cette interpellation, Luhaka souffre d'une plaie longitudinale de 10 cm du canal anal et d'une section du muscle sphinctérien, causés par l'insertion d'un bâton télescopique, entraînant une incapacité temporaire de travail (ITT) de 60 jours.

### Version de Théo Luhaka
Selon sa version, Théo Luhaka, 22 ans, éducateur de quartier, se rendait auprès d'une amie de sa sœur et avait aperçu des amis du quartier. Il affirme que, s'approchant, il reçut l'ordre de policiers, venus à la rencontre du groupe, de se placer contre le mur pour une palpation. Il raconte qu'un des hommes contrôlés demanda pourquoi un des agents le menaçait d'une amende de 450 € et ce dernier aurait répliqué par une « grosse gifle ». Théo Luhaka affirme avoir pris la défense de la victime de la gifle, et aurait alors été frappé et insulté, tandis qu'il se débattait.
Il dit également avoir été l'objet d'insultes racistes (notamment « bamboula »), de nouveaux coups et de crachats dans la voiture de police, et affirme avoir été pris en photo en position humiliante par les policiers via l'application Snapchat.

### Version du policier
La version du policier diffère. Selon lui, Théo Luhaka se serait interposé violemment pendant que l'unité procédait à l'interpellation d'un dealer, qui aurait donc pu s'enfuir. Selon cette version des faits, l'immobilisation de Luhaka aurait eu lieu après que celui-ci aurait donné, un coup de poing au visage de ce policier.
À l'audition du policier mis en examen pour viol, celui-ci déclare n'avoir frappé que les jambes et n'avoir aucune idée de comment Théo Luhaka a été blessé. L'usage de gaz lacrymogène, interdit dans ces circonstances, fut selon ce policier, accidentel selon sa déclaration au Dauphiné libéré.

### Images des vidéosurveillances
Le compte rendu d'exploitation par l'inspection générale de la Police nationale (IGPN) des vidéos concorde temporellement avec le témoignage du policier, mais l'IGPN ne réussit pas à trancher la question de savoir qui a commencé l'altercation.

## Enquête

### Premiers éléments de l'enquête
Le parquet de Bobigny a ouvert une information judiciaire pour « violences volontaires en réunion par personnes dépositaires de l'autorité publique ».
Le juge chargé de l'affaire met en examen pour viol le policier qui a fait usage de son bâton télescopique, et trois autres pour violences volontaires aggravées. Les quatre policiers ont été placés sous contrôle judiciaire, et trois d'entre eux se sont vu interdire d'exercer l'activité de fonctionnaire de police. Le ministre de l'Intérieur Bruno Le Roux suspend les quatre policiers « immédiatement et à titre conservatoire. »
Le magazine Le Point indique que, selon l’Inspection générale de la Police nationale (IGPN), les images enregistrées par les caméras de la ville ne permettent pas de trancher entre la version de la victime et celle de la police. Selon la chaîne de télévision LCI, les premières constatations de l’IGPN auraient retenu la thèse d’un accident et non d’un viol. Dans un entretien accordé à L'Express, la directrice de l'IGPN, Marie-France Monéger-Guyomarc'h, déclare cependant que le rapport ne mentionne ni un « accident », ni un « viol involontaire », notions inexistantes en droit. Elle regrette « toutes ces imprécisions proférées à longueur de journée dans les médias ou lors de certaines interventions. »
Fin mars 2017, la presse annonce que Théo Luhaka a modifié son témoignage : les policiers n'auraient pas volontairement baissé son pantalon, mais celui-ci, trop grand, aurait glissé tout seul,. Lors de ses premières déclarations, il affirmait que les policiers lui avaient volontairement baissé son pantalon ; or le 3 mars, devant le juge d’instruction, il déclare: « si tu ne serres pas ton pantalon avec le cordon, logiquement il se descend tout seul. Et puis je prends mes pantalons en XL, ce n'est pas ma vraie taille » suivi de « Mon pantalon n'était pas bien attaché, il tombait. Ils tiraient vers le bas quand même, mais je ne pense pas que c'était volontaire. Ils essayaient de me maîtriser ».

### Vidéo
Fin janvier 2018, une vidéo des faits est rendue publique. Elle présente un contrôle d'identité qui dégénère, alors que les policiers n'arrivent pas à maîtriser Théo Luhaka et à le menotter. Le coup de bâton télescopique qui a provoqué la blessure de l'homme est visible sur la vidéo, Théo Luhaka s'effondrant ensuite de douleur. Les images confirment que les policiers n'ont pas baissé son pantalon mais que la perte de son bas de survêtement est due à l'échauffourée. Des spécialistes en maniement du bâton télescopique de défense sollicités pour expertiser la vidéo considèrent que le coup de bâton du policier s'explique par « la volonté du policier d’exercer un point de pression au niveau des parties charnues des fesses », un geste préconisé « pour créer une déstabilisation physique et maîtriser le récalcitrant », l'action leur semblant « proportionnelle » et « justifiée », estimant par ailleurs que le policier « n’avait ni la capacité, ni l'intention de percuter une zone aussi précise que l'anus ».
Le 30 octobre 2018, une nouvelle analyse des vidéos est rendue publique.

### Expertise médicale
En février 2018, une expertise médicale conclut que Théo n'a pas subi de pénétration anale par les policiers lors de son arrestation. Elle s'appuie sur le fait que la matraque n'a pas déchiré l'intestin en entrant par l'anus mais par la « partie péri-anale »,,. Cette expertise concluait que la victime n'aurait aucune séquelle, alors que : « un an et demi après les faits, le jeune homme porte pourtant toujours une poche de stomie pour lui permettre d’évacuer ses selles ». Une expertise médicale n'a cependant pas le rôle de qualifier juridiquement les faits, et même si la qualification de viol n'est pas retenue, les faits peuvent être requalifiés en « acte de torture ou de barbarie ». Une deuxième expertise médicale conclut que le coup de matraque « n’est pas contraire aux règles de l’art ».
Une nouvelle expertise médicale, remise le 21 août 2019 au juge d'instruction, déclare que la victime souffre de séquelles irréversibles depuis cette interpellation,. Cette dernière expertise médicale conclut au « besoin d’un suivi médical à vie » pour Théodore. Celui-ci est la conséquence de la déchirure anale de 10 centimètres entrainant son hospitalisation en urgence. Le rapport conclut que ces « lésions sphinctériennes » sont en « relation certaine et directe avec l’interpellation »,.

### Procédure judiciaire
Le 23 juillet 2020, la juge conclut l'enquête et met en examen quatre policiers, dont l'un pour viol. En octobre 2020, le parquet de Bobigny requiert le renvoi devant les assises de trois policiers pour «violences volontaires». En outre le parquet écarte la qualification de « viol aggravé » contre un autre des policiers, estimant que « les éléments constitutifs du crime de viol n'étaient pas réunis ».
Le 26 novembre 2020, la juge d'instruction en charge de l’enquête décide de renvoyer devant les assises trois des quatre policiers mis en cause. Les trois fonctionnaires seront jugés pour «violences volontaires avec circonstances aggravantes». Le principal accusé devra répondre de «violences volontaires ayant entraîné une mutilation ou une infirmité permanente». L'appel des policiers, qui voulaient être jugés devant un tribunal correctionnel, est rejeté. Le procès devrait avoir lieu du 9 au 19 janvier 2024.
Le 13 janvier 2021, le conseil de discipline, instance consultative, de deux des trois policiers a rendu un avis en proposant un blâme. Il appartient désormais au préfet de police de confirmer ou d'infirmer cet avis .

### Enquête, version des faits et«décision»de la Défenseure des droits
La Défenseure des droits, Claire Hédon, publie le 24 novembre 2020 une « décision » publique dans laquelle elle décrit la longue liste des manquements et des comportements contraires à la déontologie des forces de sécurité dans cette affaire. Ce document est le résultat d'une enquête de plus de trois ans, basée sur l’ensemble du dossier d’instruction, les rapports de l’inspection générale de la police nationale (IGPN), des documents administratifs inédits et l'audition de toutes les personnes impliquées. Elle y critique l’intervention initiale de la police dont la motivation est juridiquement incertaine, l'absence de prise de mesures permettant de préserver l’enquête, les nombreuses violences subies par Luhaka, son humiliation par la prise de photo, l’usage illégal d’armes intermédiaires, l’introduction de données fausses dans les fichiers de police. Elle réclame en particulier des «poursuites disciplinaires» à l’encontre des quatre policiers qui ont interpellé Théo Luhaka,. Elle n'est pas entendue par le conseil de discipline qui ne prononce que deux simples blâmes.
L'enchainement des évènements tel qu'il est reconstitué par la défenseure des droits est le suivant.
Le 2 février 2017 une équipe de la Brigade spécialisée de terrain (BST]) contrôle l’identité d’un groupe d’une dizaine de jeunes gens sur le parvis du centre culturel. Le gardien de la paix A. tient dans sa main sa matraque télescopique. Les raisons du contrôle ne sont pas les mêmes selon les agents : tapage ou intervention habituelle. Ils agissent selon l’article 78-2 du code de procédure pénale selon lequel on peut contrôler une personne soupçonnée d'infraction, ce qui n'est pas le cas de Luhaka.
Deux versions s’opposent sur la raison pour laquelle la situation dégénère dès le début du contrôle, qui n'est pas filmé. L’agent A. porte le premier coup, une gifle, reconnaît-il lui-même, ce que la Défenseure des droits considère disproportionné et à l'origine de la suite des événements. Le contrôle s’envenime, Luhaka résiste à l'interpellation, les autres s'enfuient.
Au début de l'enregistrement filmé, Théo Luhaka a perdu sa veste et son pantalon tombe sur ses jambes. Deux agents plaquent Théo Luhaka au sol. L’un d'eux envoie des jets de gaz lacrymogène à bout portant. L’agent A., qui a reçu un coup au visage dans la mêlée, assène à Luhaka des coups fouettés aux jambes et derrière la tête. Un geste « disproportionné », concernant un homme déjà au sol.
Théo Luhaka refuse de se faire menotter mais ne porte pas de coup. L'agent D. le frappe au visage, le gardien de la paix A. perfore alors avec sa matraque la chair à côté de l'anus, créant un nouvel orifice de 10 cm de profondeur. Théo Luhaka s’effondre et cesse d'opposer toute résistance. Il reçoit un nouveau coup de matraque et un crochet dans le ventre. Il est ensuite menotté, plaqué au sol avec un genou sur sa nuque, « un geste non nécessaire et dangereux ». Les fonctionnaires projettent du gaz et une grenade lacrymogène dans la direction d'un groupe qui observe et filme.
Théo Luhaka, redressé par un agent, est frappé à deux reprises au visage et sa tête heurte deux fois un mur en béton. Les agents l’emmènent derrière le mur où il disparait du champ des caméras de surveillance pendant deux minutes et vingt secondes, mais un court film réalisé par un passant à ce moment-là montre les agents faire chuter Luhaka, le tabasser et le gazer.
Trois agents de la Brigade anti-criminalité (BAC) arrivent et éloignent les gêneurs[Qui ?]. Ils ne sont pas habilités pour faire partie de cette unité spéciale et ne portent aucun signe distinctif réglementaire. L’agent F. jette en cloche une grenade de désencerclement vers un passant et E. assène un coup de pied à un autre homme qui s’approche, « un usage de la force en dehors de tout cadre légal ». Deux agents projettent du gaz pour écarter un troisième homme, qui recule en levant les mains; le fonctionnaire E. utilise contre lui son lanceur de balles de défense (LBD). Deux autres agents jettent dans sa direction une grenade de désencerclement et une grenade lacrymogène. Trois usages irréguliers d’armes intermédiaires contre une unique personne qui avait déjà fait demi-tour.
De retour au commissariat, les agents doivent documenter leur usage des armes. L'agent E. n'étant pas habilité pour utiliser le LBD, c'est l’agent G. qui prétend avoir été l’auteur du tir de LBD contre un homme qui aurait jeté des projectiles. L'agent F. ment aussi en indiquant avoir dispersé par des jets de grenade une foule d’une trentaine de personnes. Des éléments que la vidéosurveillance contredit.
Amené en voiture au commissariat, Théo Luhaka est pris en photo par l’un des fonctionnaires qui aurait dit que « ça mérite un snap ». La photo aurait été destinée au procès-verbal mais n'y figure pas et a disparu. Son T-Shirt porte des traces de sang qui n'étaient pas présentes avant qu'il embarque dans le véhicule. Un agent remarque qu'« il saigne du fion ». Les agents constatent les traces de sang sur le siège du véhicule et sur son pantalon, mais menottent Luhaka à un banc. Les pompiers l'évacuent finalement vers l’hôpital en urgence.
Les quatre agents de la BST ne sont placés en garde à vue qu’à 2h15 du matin, soit neuf heures après les faits, alors que le commissaire connaissait déjà la situation médicale de Luhaka à 21 heures. Entre-temps, les agents ont pu rédiger en commun le procès-verbal d’interpellation.

## Affaires connexes

### Autres affaires impliquant le commissariat d'Aulnay
Le quotidien L'Humanité rapporte que le commissaire de police d’Aulnay-sous-Bois a été condamné en 2008 à un an de prison avec sursis et un an d’interdiction d’exercer pour non-empêchement d’un délit. Un policier avait placé un enjoliveur entre les fesses de l'auteur d'un délit routier, lequel avait accusé les policiers de l’avoir « menacé de sodomie ». Le commissaire arrivé sur les lieux était resté passif face aux agissements de ses subordonnés.
Le 14 février 2017, L'Obs publie le témoignage de Mohamed K. Celui-ci affirme avoir été victime de violences, une semaine auparavant, du même policier qui est l'accusé principal dans l'affaire Théo — policier surnommé « Barbe rousse » dans la cité. Il déclare avoir reçu de nombreux coups de la part de ce policier et de ses collègues, et avoir été l'objet d'insultes racistes. Il s'est vu prescrire 5 jours d'ITT. L'IGPN est également saisie de cette affaire, à la demande de la préfecture de police et du ministre de l'intérieur, Bruno Le Roux. Me Éric Dupond-Moretti, déjà avocat dans l'affaire Théo, est désigné avocat de Mohamed K.
Le 22 février 2017, le quotidien Libération fait état du témoignage d'un employé de la commune d'Aulnay, Djamel D., interpellé par des agents en civil de la BAC d'Aulnay le 30 janvier, trois jours avant les faits impliquant Théo. Bloqué par une voiture banalisée et réclamant des excuses pour des insultes des forces de l'ordre, il est l'objet d'une interpellation violente qui lui vaut cinq jours d'ITT. Son témoignage est appuyé par des images. Deux commissariats auraient refusé d'enregistrer sa plainte, le renvoyant à l’Inspection générale de la Police nationale (IGPN).

### Autre affaire proche impliquant la police municipale de Drancy
L'impact de l'affaire Théo remet en lumière une arrestation survenue le 29 octobre 2015: Alexandre (alors âgé de 27 ou 28 ans) est arrêté pour ivresse sur la voie publique par la police municipale de Drancy, ville proche d'Aulnay-sous-Bois. Il est également fait état d'une plaie anale d'1,5 centimètre. Lors de l’audience du 20 février 2017, les faits de «violences volontaires aggravées» sont requalifiés par la justice en faits de « viol ». Le parquet s'opposant à cette requalification, la cour d’appel de Paris doit statuer sur la nature des poursuites.

### Dénonciation calomnieuse à Argenteuil
Le 18 février 2017, un adolescent de 14 ans affirme avoir été roué de coups par trois policiers à Argenteuil. Il avoue rapidement avoir inventé l'agression en s'inspirant de l'affaire Théo, notamment pour cacher à ses parents son implication dans une bagarre.

### Enquête financière sur la famille de Théo Luhaka
Le 23 février 2017, la presse révèle que le parquet de Bobigny a ouvert en juin 2016 (antérieurement aux actes dont Théo a été victime en 2017) une enquête pour «suspicion d’abus de confiance et escroquerie» entre 2014 et 2016 contre l'association Aulnay Events que présidait un des frères de Théo et qui aurait en 18 mois détourné 678 000 euros de subventions publiques accordées au titre des « emplois aidés » tout en laissant 350 000 euros de cotisations sociales impayées. Huit membres de la famille Luhaka ont reçu de l'association 170 000 euros, dont 52 000 virés sur le seul compte de Théo. Le 5 juin 2018, Théo Luhaka, ainsi que ses deux frères et trois autres personnes liées au monde associatif, sont interpellés pour soupçon d'escroquerie aux aides d'État,. Le lendemain, Théo Luhaka et son frère Grégory sortent libres de garde à vue. En septembre 2018, Théo est mis en examen pour «escroquerie en bande organisée».
Le 7 avril 2022, la fratrie a été déclarée coupable par le tribunal pour escroquerie, entre 2014 et 2018, de « presque un million d'euros » venant d'aides publiques qui devaient être versées à des associations pour l'insertion de jeunes défavorisés. Mickaël Luhaka, 38 ans, frère aîné de Théo, a été condamné à quatre ans de prison dont deux avec sursis, ainsi qu'une interdiction de gérer pendant dix ans, Théo Luhaka s'est vu infliger une peine de douze mois de prison avec sursis et cinq années d'interdiction de gérer puis, enfin, Grégory Luhaka a été condamné à deux ans et demi de prison, dont un an et demi avec sursis.

## Conséquences
L'affaire Théo devient un symbole des violences policières en France,, Le Monde analysant «la démonstration implacable d’une lourde série de manquements policiers (...) et des comportements contraires à la déontologie, à tous les niveaux de la hiérarchie». Le Haut-Commissariat des Nations unies aux droits de l'homme interpelle le gouvernement français sur les violences policières et mandate des experts pour trois cas en particulier: les affaires Théo, François Bayiga et Adama Traoré.

### Manifestations
Plusieurs manifestations « en soutien à Théo » se déroulent depuis le 8 février 2017 à Paris et à Nantes. Le surlendemain elles sont associées à des violences donnant lieu à des interpellations à Paris, dans plusieurs communes de Seine-Saint-Denis ainsi qu'à Marseille.
À Bobigny (Seine-Saint-Denis), la fin de manifestation du 11 février est perturbée par des casseurs qui incendient des véhicules (dont un de la presse), pillent des magasins et vandalisent la gare routière Pablo-Picasso et des bâtiments publics. Un enfant est extrait d'un véhicule incendié par un manifestant,. Des violences urbaines sont recensées les jours suivants dans des communes comme Argenteuil ou Clichy-sous-Bois.
À Rouen (Seine-Maritime), des manifestations ont eu lieu les 11, 15, 17 et 22 février, au sein ou à la marge desquelles ont également été perpétrées des violences, blessant notamment un manifestant et une passante, et des destructions de mobilier urbain et de vitrines, des feux de poubelles, des confrontations avec les forces de l'ordre ayant donné lieu à des arrestations.
Le 18 février 2017, une manifestation est organisée à Paris à l'appel de plusieurs associations de gauche et antiracistes et du syndicat de la magistrature. Elle mobilise environ 2 300 manifestants.

#### Analyse des manifestations dans la presse
Jean-François Kahn explique ce qu'il décrit comme un « échec du rassemblement » parisien par la radicalité de certains slogans « tout le monde déteste la police ! » ou des tracts dénonçant tous les policiers comme des « violeurs » mis en place par une « extrême gauche anarchisante », ceci accompagnant selon lui une acceptation de l'« ultra-violence rhétorique […] quand elle se pare d’une tonalité gauchisante ».
Des médias anglophones sont accusés par la presse française de déformer les faits. Ainsi, la blogueuse Pamela Geller, décrite par Le Monde comme « obsédée par l’islamisation », diffuse le 16 février un tweet contenant une carte avec des lieux d'émeutes comme Nanterre ou le quartier parisien du Marais où aucun incident n'est rapporté. De même, le Daily Mail écrit que « la vue de gaz lacrymo est devenue courante dans les rues de la capitale depuis dix jours. »

### Réactions de personnalités
Le 7 février 2017, le président de la République, François Hollande, se rend au chevet de Luhaka,.
Luhaka reçoit par ailleurs le soutien public de personnalités comme le comédien Omar Sy, le rappeur Youssoupha, l'animatrice de télévision Valérie Damidot, la chanteuse Imany (qui évoque son cas en direct à la télévision durant la cérémonie des Victoires de la musique) et du réalisateur Mathieu Kassovitz,.
Le Premier ministre, Bernard Cazeneuve, lance le 7 février un appel à l'exemplarité des forces de l'ordre: « Je sais à quel point les policiers et les gendarmes sont exposés dans la lutte antiterroriste et aux violences, mais ils doivent être à chaque instant absolument exemplaires ». La déclaration d'un responsable du syndicat Unité SGP police, qui déclare le 9 février 2017, dans l'émission C dans l'air, « l'insulte bamboula [est] à peu près convenable », crée une polémique. Le ministre de l'Intérieur, Bruno Le Roux, condamne ces propos, de même que l'association SOS Racisme.
Le 15 février 2017, plusieurs dizaines d'artistes publient dans Libération une tribune de soutien à Théo Luhaka, rédigée par un conseiller municipal de Brétigny-sur-Orge, Steevy Gustave, ex-responsable événementiel pour SOS Racisme, formulant des pistes de réflexion pour améliorer l'exercice des forces de l'ordre. On compte parmi ceux-ci Patrick Bruel, Hugues Aufray, les comédiens Josiane Balasko, Jean Benguigui et Mathilda May, le réalisateur Nils Tavernier, le directeur du festival d'Avignon Olivier Py ou encore l'humoriste Anne Roumanoff. D'autres médias inscrivent cette affaire dans une dénonciation plus générale de certaines méthodes policières,,.
Le rappeur VALD fait référence à l'Affaire Théo dans sa chanson Gris, parue dans l'album Xeu. Le rappeur Booba fait référence à cette affaire dans le morceau Friday, dans son album Trône.

### Accusations de manipulation médiatique
Le 30 janvier 2018, à la suite de la publication par Europe 1 de la vidéo de l'arrestation de Luhaka issue des caméras de vidéosurveillance, qui selon Le Figaro contredit certains éléments de la version avancée par la victime présumée («Si l'on peut s'interroger sur l'insistance avec laquelle l'agent détenteur de la matraque s'applique à décocher des coups avec la pointe de celle-ci, il est difficile de soutenir que les policiers ont sciemment violé Théo avec cet instrument télescopique»), les syndicats de police se sont indignés de la couverture médiatique faite selon eux de manière biaisée et partiale, ainsi que d'une potentielle récupération politique qui s'en serait suivie. La veille, trois des quatre policiers mis en cause dans cette affaire ont été réintégrés dans leurs fonctions, mais le policier mis en examen pour viol restait suspendu. La réintégration de trois policiers a suscité la colère des proches de Luhaka.
Le quotidien Libération ne regrette pas la couverture médiatique qu'il a réalisée depuis plus d'un an, arguant que les dernières révélations de la vidéosurveillance ne changeaient rien au fond de l'affaire, parce que: «Les décisions prises par la justice depuis un an l’ont été en ayant connaissance de cette vidéo, qui est depuis le premier jour versée au dossier. Elle a été décrite de manière très détaillée dans l’enquête préliminaire réalisée par l’Inspection générale de la police nationale (IGPN) et clôturée le 4 février 2017, deux jours après les faits. Affirmer, comme l’a fait Europe 1, que le document va relancer l’enquête, est donc trompeur.»

## Procès
Le procès de trois des quatre policiers, Marc-Antoine Castelain, Jérémie Dulin et Tony Hochart, s'ouvre le 9 janvier 2024 ,,,,,. Il s'agit principalement de déterminer si le coup était légitime et proportionné à la situation ou non. Les agents de l'IGPN ayant mené l'enquête témoignent en faveur de l'accusé, expliquant que même si Théodore Luhaka  « ne représentait pas un danger » en s'opposant à son interpellation, « le coup [était] légitime ». Le commissaire divisionnaire de l’IGPN qui a conduit l’enquête administrative prédisciplinaire (qui a proposé la radiation, finalement transformée en blâme) conclut lui à « un usage disproportionné de la force », selon lui « rien ne justifiait ce coup, la justification [que M. Castelain] nous en a donnée n’était pas bonne ». Des peines allant de trois mois à trois ans de prison avec sursis ont été requises. La défense évoque une « violence légitime », préfère parler de « séquelles » que d'infirmité permanente, et plaide l'acquittement,.
Les policiers sont condamnés à des peines allant de trois à douze mois de prison avec sursis. Marc-Antoine Castelain est condamné à douze mois de prison avec sursis et une interdiction d’exercer sur la voie publique pendant cinq ans. Ce que la défense présentait comme une « infirmité permanente » de la victime n'est pas retenu par la cour, qui « n’a pas la conviction que les lésions organiques, en dépit de leur caractère particulièrement grave, ont entraîné pour lui la privation irrémédiable de l’usage de ses facultés organiques, dépassant de simples gênes ou amoindrissements ». En conséquence, c'est du délit de « violences volontaires », que Marc-Antoine Castelain est déclaré coupable, et non du crime de « violences volontaires ayant entraîné une infirmité permanente » qui avait justifié le procès en assises.

## Documents
- Défenseure des droits, « Décision 2020-199 relative à l'usage de la force par des fonctionnaires de police au cours d'un contrôle d'identité et d'une interpellation » [PDF], sur juridique.defenseurdesdroits.fr, 23 /11/2020